# レスクル

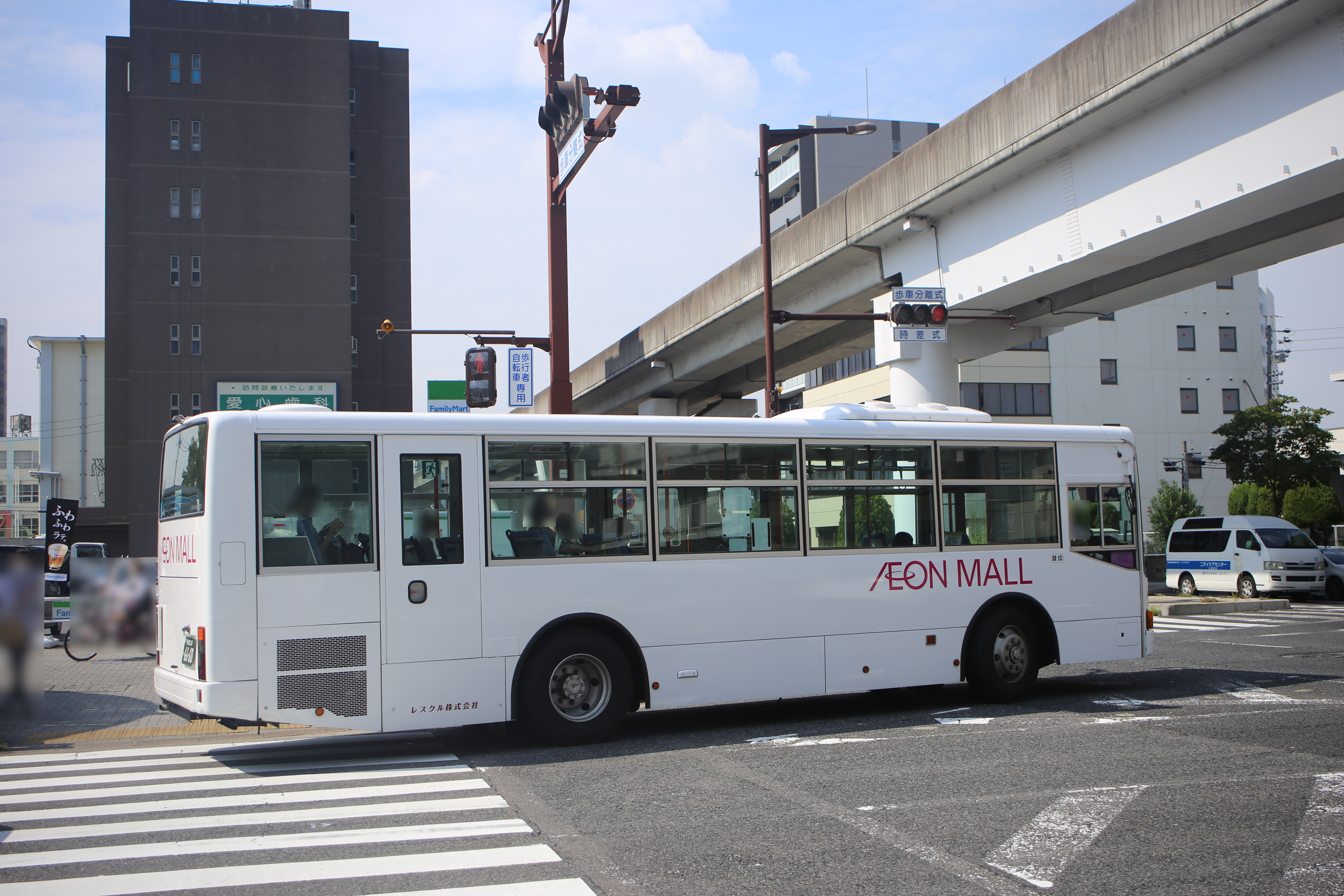
イオンモールナゴヤドーム前シャトルバス
（AEONロゴ入り）

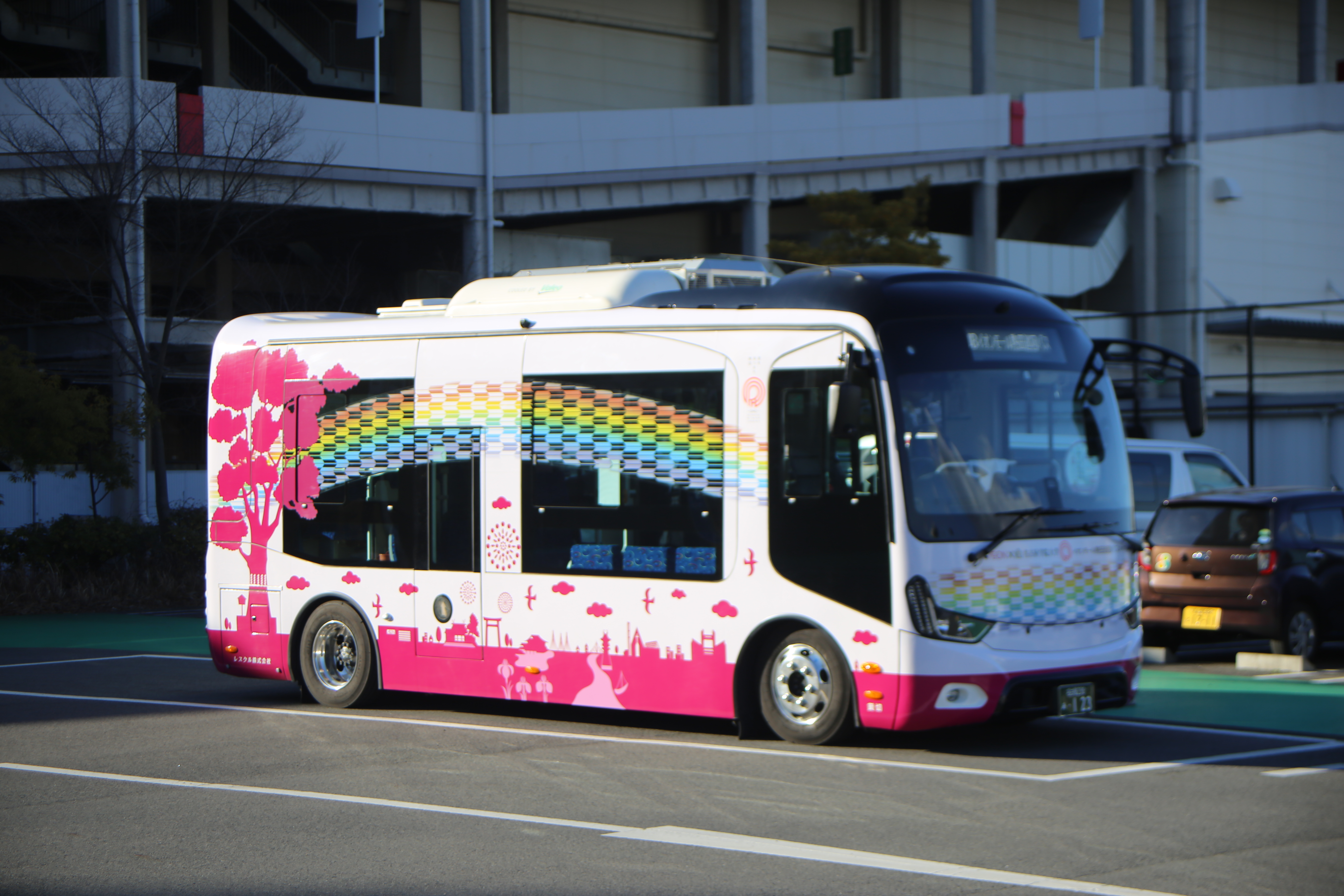
イオンモール熱田巡回バス（2022年2月）

レスクル株式会社（Rescre）は、愛知県愛知郡東郷町に本社を置くバス事業者である。愛知県バス協会会員。

## 概要
当初は貸切バス事業から運営を始め、コミュニティバスの運行受託により乗合バス事業に進出した。2020年（令和2年）4月からイオンモールナゴヤドーム前シャトルバス、2020年（令和2年）7月1日からはイオンモール熱田巡回バスも運行受託している。
2019年（令和元年）9月からTwitter公式アカウントを開設し、バスツアーやコミュニティバスの情報を発信している。新型コロナウイルス感染症の流行による貸切バス利用者減少を受け、2021年（令和3年）からはバスファン向けの撮影会ツアーを催行開始し、2022年（令和4年）1月3日には「正月の朝にバス撮らずに何するんだ」と題した撮影会を長浦車庫にて開催した。
2023年秋、東京都に所在するロケバス運行会社「カースタントTA・KA」を買収。2023年11月1日付で「レスクル東京株式会社」に社名変更し東京へ進出した。レスクル東京では、カースタントTA・KAの屋号で撮影関係業務も引き続き行うほか、ニコニコレンタカー調布市深大寺東町店としてレンタカー業務も行う。

## 本社・営業所
- 本社 - 愛知県愛知郡東郷町清水1丁目1-7[1]
- 知多営業所（貸切バス営業部・旅行事業部）- 愛知県知多市新知北浦75-6[1]
  - 長浦車庫 - 愛知県知多市長浦2丁目
  - 日長車庫 - 愛知県知多市日長
- 美浜営業所（乗合バス営業部）- 愛知県知多郡美浜町河和台1-25[1]
- 可児営業所 - 岐阜県可児市下切3274-1[1]
- 西尾営業所 - 愛知県西尾市中畑町大山7-1[1]
- 豊明営業所 - 愛知県豊明市西川町島原1-1[1]
- 札幌営業所 - 北海道札幌市豊平区福住3条6丁目9-20[1]
- レスクル東京 - 東京都調布市深大寺東町5丁目20-24[2]

## 乗合バス事業

### 運行受託
- 海っ子バス（南知多町コミュニティバス）[8]
  - 2013年（平成25年）の本格運行より受託している。いすゞ・エルガミオと日野・レインボーIIを主に使用。
- くるくるバス（碧南市コミュニティバス）[8]
  - 2020年（令和2年）10月より受託運行開始。日野・リエッセIIを主に使用。

## 貸切バス事業

### 車種
観光型・路線型ともにバリアフリーに対応した車椅子用リフト・スロープ付き車両もある。観光バスの車体には乗車定員が数字で書かれている。
観光型
- いすゞ・ガーラ（2代目）[9]
- 三菱ふそう・エアロエース[9]
- 日野・セレガR
- いすゞ・ガーラ（初代） - 富士重工業製車体架装
- 日野・メルファ

路線型
- 日野・ブルーリボンシティ[9]
- 日産ディーゼル・スペースランナーRA[9]
- 三菱ふそう・エアロスター[9]
- 日野・ポンチョ[9]
- 電気バスオノエンスターEV 7m[10]

### 運行受託
イオンモールナゴヤドーム前シャトルバス
- 路線型車両（貸切登録）による運行、2022年（令和4年）3月31日受託運行契約満了[11]。

イオンモール熱田巡回バス
- 日野・ポンチョなどの小型路線車（貸切登録）による運行。
- 2021年（令和3年）4月より専用車として、中国の揚州亜星製EVバスがベースのオノエンスターEV 7mを導入した[10]。

特別支援学校スクールバス
- 病気療養児童生徒向けの愛知県立大府特別支援学校と、知的障害児童生徒向けの愛知県立半田特別支援学校[12]および愛知県立大府もちのき特別支援学校[13]を観光・送迎型車両（貸切登録）により、肢体不自由児童生徒向けの愛知県立ひいらぎ特別支援学校のスクールバスをリフト付き専用車両で、それぞれ運行している[14][15]。